# H I područje
H I područje ili H0 područje je međuzvjezdani oblak neutralnog vodika.

## Poveznice
- HII područje